# Condado de Pepin
O Condado de Pepin é um dos 72 condados do Estado americano do Wisconsin. A sede do condado é Durandn, e sua maior cidade é Durandn. O condado possui uma área de 644 km² (dos quais 42 km² estão cobertos por água), uma população de 7 213 habitantes, e uma densidade populacional de 12 hab/km² (segundo o censo nacional de 2000). O condado foi fundado em 1858.